# Sweetbitter
Sweetbitter, ou Sweetbitter : Boire et déboires à New York au Québec, est une série télévisée américaine en quatorze épisodes d'environ 25 minutes créée par Stephanie Danler et diffusée entre le 6 mai 2018 et le 18 août 2019 sur Starz et en simultanée sur The Movie Network Encore / Starz Canada.
La série est une adaptation du roman du même titre écrit par la créatrice de la série et basé sur l'expérience de cette dernière dans la restauration.
Au Québec, elle est diffusée depuis le 14 février 2019 sur le service ICI TOU.TV, et en France, entre le 3 juin 2019 et le 19 août 2019 sur le service Starz Play. Elle reste inédite dans tous les autres pays francophones.

## Synopsis
En 2006, sur un coup de tête, Tess décide de quitter sa petite ville en Ohio pour aller vivre à New York. Avec très peu d'argent et aucune idée de ce qu'elle désire faire ou devenir, elle commence à postuler pour trouver un petit boulot de serveuse. Pour elle, c'est un métier facile et un bon moyen de se faire de l'argent tout en s'assurant que c'est temporaire.
Elle arrive à décrocher un poste dans un célèbre et très chic restaurant de Manhattan. Néanmoins, ce travail ne va pas être aussi facile que ce qu'elle pensait.
Avec ce boulot, Tess va être introduite au monde de la gastronomie. Avec ces collègues, elle va également découvrir la vie new yorkaise et ses drogues, son alcool, sa luxure et ses bars. Elle va devoir apprendre à naviguer avec cette nouvelle vie faite de plaisir et de déception.

## Distribution

### Acteurs principaux
- Ella Purnell (VF : Léopoldine Serre) : Tess
- Tom Sturridge (VF : Nicolas Dussaut) : Jake
- Caitlin Fitzgerald (VF : Ingrid Donnadieu) : Simone
- Evan Jonigkeit (VF : François Santucci) : Will
- Eden Epstein (VF : Ana Piévic) : Ariel
- Jasmine Mathews (VF : Déborah Claude) : Heather
- Daniyar (VF : Frédéric Popovic) : Sasha
- Paul Sparks (VF : Alexis Victor) : Howard

### Acteurs récurrents
- Katerina Tannenbaum (VF : Rachel Ruello) : Becky
- Jimmie Saito (VF : Anatole Yun) : Scott

 Source et légende : version française (VF) sur RS Doublage et Doublage Séries Database

## Production

### Développement
En juillet 2017, Starz dévoile être en train de développer une adaptation du roman Sweetbitter de Stephanie Danler. Un scénario de pilote écrit par Stephanie Danler elle-même en association avec Stu Zicherman avec le soutien de la société de production de Brad Pitt, Plan B Entertainment, est présenté à la chaîne. Starz décide de commander des scénarios supplémentaires pour une potentielle commande sans passer par la case pilote.
En octobre 2017, satisfaite des résultats, la chaîne commande directement une première saison de six épisodes et annonce que Richard Shepard réaliserait le premier épisode et produirait la série. Le lancement de la série pour le 6 mai 2018 est dévoilé lors de la tournée d'hiver de la Television Critics Association.
Le 26 avril 2018, une avant-première mondiale est organisée au SVA Theatre de New York lors du festival du film de Tribeca.
En juillet 2018, Starz annonce le renouvellement de la série pour une deuxième saison.
Le 20 décembre 2019, la série est annulée.

### Attribution des rôles
En octobre 2017, Ella Purnell signe pour le rôle de Tess, l'héroïne de la série. Plus tard dans le mois, le reste de la distribution principale est dévoilé : Tom Sturridge, Caitlin Fitzgerald, Paul Sparks, Evan Jonigkeit, Daniyar, Eden Epstein et Jasmine Mathews.
En janvier 2018, Jimmie Saito est annoncé à la distribution pour le rôle récurrent de Scott, le chef du restaurant.

### Tournage
Le série est tourné à New York. Le tournage de la première saison s'est déroulé entre octobre et décembre 2017.

## Épisodes

### Première saison (2018)
Composée de six épisodes, elle a été diffusée entre le 6 mai et le 10 juin 2018.
1. Sel (Salt)
2. Tu viens d'encoder ta langue (Now Your Tongue Is Coded)
3. Tout le monde est un hôte de marque (Everyone Is Soigné)
4. Chez Simone (Simone's)
5. Étrange nuit (Weird Night)
6. La Chemise rayée (It's Mine)

### Deuxième saison (2019)
Composée de huit épisodes, elle a été diffusée entre le 14 juillet et le 18 août 2019.
1. Porc à la carte (The Pork Special)
2. Carte de crédit (Equifax & Experian)
3. Les Dernières de la saison (Last of the Season)
4. Sec ou demi-sec (Sec or Demi-Sec)
5. La Grève (Entropy)
6. Truffes et champagne (Truffles and Champagne)
7. Petites douceurs (Peach Treats)
8. Le Chat de l'épicerie (Bodega Cat)

## Accueil

### Critiques
La première saison de la série a divisé la critique américaine. Sur le site agrégateur de critiques Rotten Tomatoes, elle recueille 35 % de critiques positives, avec une note moyenne de 5,5/10 sur la base de 20 critiques collectées. Le consensus critique établi par le site résume que la série n'atteint pas le niveau du roman et n'est pas encore à celui d'autres séries au récit initiatique dans une grande ville.
Sur Metacritic, la saison obtient une note de 52/100 basée sur 14 critiques collectées.

### Audiences
| Saisons | Diffusion      | Nombre d'épisodes | Lancement  | Lancement       | Final        | Final           | Téléspectateurs (en moyenne) |
| Saisons | Diffusion      | Nombre d'épisodes | Date       | Téléspectateurs | Date         | Téléspectateurs | Téléspectateurs (en moyenne) |
| ------- | -------------- | ----------------- | ---------- | --------------- | ------------ | --------------- | ---------------------------- |
| 1       | Dimanche, 21 h | 6                 | 6 mai 2018 | 38 000          | 10 juin 2018 | 210 000         | 164 000                      |